# Campoplex fusiformis
Campoplex fusiformis là một loài tò vò trong họ Ichneumonidae.